# Chasetown
Chasetown är en ort i Storbritannien.   Den ligger i grevskapet Staffordshire och riksdelen England, i den södra delen av landet, 180 km nordväst om huvudstaden London. Chasetown ligger 156 meter över havet och antalet invånare är 9 000.
Terrängen runt Chasetown är platt. Runt Chasetown är det tätbefolkat, med 286 invånare per kvadratkilometer. Närmaste större samhälle är Wolverhampton, 16,4 km sydväst om Chasetown. Trakten runt Chasetown består till största delen av jordbruksmark.